# Lohmannia semibarbulata
Lohmannia semibarbulata är en kvalsterart som beskrevs av Ruiz, Subías och Kahwash 1991. Lohmannia semibarbulata ingår i släktet Lohmannia och familjen Lohmanniidae. Inga underarter finns listade i Catalogue of Life.